# Itapipoca
Itapipoca est une ville brésilienne de l'État du Ceará. Sa population était estimée à 124 950 habitants en 2015. La municipalité s'étend sur 1 615 km2.

## Sport
La ville dispose de nombreuses installations sportives, dont le Stade Perilo Teixeira, qui accueille la principale équipe de football de la ville de l'Itapipoca Esporte Clube.

## Maires
| Période | Période | Identité     | Étiquette | Qualité |
| ------- | ------- | ------------ | --------- | ------- |
| 2009    | 2012    | João Barroso | PSDB      |         |